# WWE Raw
WWE Raw, também conhecido como Monday Night Raw ou simplesmente Raw, é um programa de televisão americano de luta livre profissional produzido pela WWE que atualmente é transmitido ao vivo todas as segundas-feiras às 20:00 ET na Netflix. O show apresenta personagens da marca Raw, para os quais os funcionários da WWE são designados para trabalhar e se apresentar. O show estreou em 11 de janeiro de 1993 e atualmente é considerado um dos dois principais shows, junto com Friday Night SmackDown. Em setembro de 2000, Raw mudou-se da USA Network para TNN, que mudou para Spike TV em agosto de 2003. Em 3 de outubro de 2005, Raw retornou à USA Network, onde permaneceu até 6 de janeiro de 2025, quando se mudou para a plataforma de streaming Netflix, que está programada para transmitir o programa por um período de pelo menos 10 anos. A WWE Network encerrou as operações nos Estados Unidos em 5 de abril de 2021, com todo o conteúdo sendo movido para a Peacock TV, que atualmente tem a maioria dos episódios do Raw, excluindo o conteúdo que foi censurado ou removido pelo departamento de padrões e práticas da Peacock TV. Os episódios recentes ainda estão disponíveis para visualização sob demanda 30 dias após a data de exibição original.
Desde seu primeiro episódio, o Raw foi transmitido ao vivo de 209 arenas diferentes, 172 cidades e vilas e onze nações diferentes: Estados Unidos, Canadá, Reino Unido, Afeganistão em 2005, Iraque em 2006 e 2007, África do Sul, Alemanha, Japão, Arábia Saudita, Itália, e México.

## História

O primeiro logotipo Raw usado na Era da Nova Geração entre 11 de janeiro de 1993 a 3 de março de 1997

Começando como Monday Night Raw da WWF, o programa foi ao ar pela primeira vez em 11 de janeiro de 1993 na USA Network como substituto do Prime Time Wrestling, que foi ao ar na rede por oito anos. O Raw original tinha sessenta minutos de duração e inovou no wrestling profissional televisionado. Tradicionalmente, os shows de luta livre eram gravados em palcos sonoros com pequenas audiências ou em grandes shows de arena. A fórmula do Raw era consideravelmente diferente dos shows de fim de semana gravados que foram ao ar na época, como Superstars e Wrestling Challenge. Em vez de lutas gravadas com semanas de antecedência com dublagem de estúdio e discussões gravadas, o Raw foi um show filmado e transmitido para uma platéia ao vivo, com angles que se desenrolavam à medida que aconteciam.
Raw se originou do Grand Ballroom no Manhattan Center, um pequeno teatro da cidade de Nova York, e foi ao ar toda semana. A combinação de um local íntimo e ação ao vivo provou ser uma melhoria bem-sucedida. No entanto, a programação semanal ao vivo provou ser um dreno financeiro para a WWF. Da primavera de 1993 até a primavera de 1997, o Raw gravou várias semanas de episódios depois que um episódio ao vivo foi ao ar. A WWF gravou várias semanas de Raw do Mid-Hudson Civic Center em Poughkeepsie, Nova York, em abril de 1993, e novamente em junho e outubro. O primeiro episódio produzido fora de Nova York foi gravado em Bushkill, Pensilvânia, em novembro de 1993, e o Raw deixou o Manhattan Center permanentemente, já que o show seria levado para a estrada pelos Estados Unidos e em locais menores.
Em 4 de setembro de 1995, o principal concorrente da WWF, a World Championship Wrestling, começou a exibir seu novo show de luta livre, Monday Nitro, ao vivo toda semana na TNT, que marcou o início das Monday Night Wars. Raw e Nitro se enfrentaram pela primeira vez em 11 de setembro de 1995. No início da guerra de audiência em 1995 até meados de 1996, Raw e Nitro trocaram vitórias um sobre o outro em uma rivalidade muito disputada. A partir de meados de 1996, no entanto, devido a história da nWo, Nitro iniciou uma sequência de vitórias que durou 84 semanas consecutivas, terminando em 13 de abril de 1998. Em 3 de fevereiro de 1997, Raw foi para um formato de duas horas, para competir com a hora extra no Nitro (que havia sido expandido para duas horas no verão de 1996), e em 10 de março, foi renomeado para Raw Is War. Foi também durante o tempo em que o Raw seria transmitido ao vivo com mais frequência. Após a WrestleMania XIV em março de 1998, a WWF recuperou a liderança nas Monday Night Wars com sua nova marca "WWF Attitude". O episódio de 13 de abril de 1998 do Raw Is War, que foi encabeçado por uma luta entre Stone Cold Steve Austin e Vince McMahon, marcou a primeira vez que a WCW perdeu a batalha de audiência de segunda-feira à noite nas 84 semanas desde 1996.
Em 4 de janeiro de 1999, Mick Foley, que lutou pela WCW no início dos anos 90 como Cactus Jack, ganhou o Campeonato da WWF como Mankind no Raw Is War. Sob ordens de Eric Bischoff, o locutor do Nitro, Tony Schiavone, deu este resultado gravado anteriormente em um Nitro ao vivo e, em seguida, acrescentou sarcasticamente: "Isso vai colocar alguns traseiros nos assentos", resultando em mais de 600.000 espectadores mudando de canal para Raw Is War para ver o azarão conquistar o Campeonato da WWF. Esta também foi a noite em que Nitro transmitiu uma luta pelo Campeonato Mundial dos Pesos Pesados da WCW em que Kevin Nash deitou para Hollywood Hogan.
Em 28 de junho de 2000, a Viacom ganhou o acordo histórico com a WWF para transferir todos os seus programas do WWF decorrentes da ação judicial contra o WWF da USA Network. O novo contrato de televisão e a subsequente compra da concorrente WCW levaram a muitas mudanças no conteúdo de programação da WWF. Raw Is War estreou na TNN em 25 de setembro de 2000.
O declínio acentuado da WCW em receita e classificações levou a AOL Time Warner a vender ativos selecionados, como o nome WCW, fitas e contratos para a WWF em março de 2001 por US$ 3 milhões. O episódio final de Nitro, que foi ao ar em 26 de março de 2001, começou com Vince McMahon fazendo uma breve declaração sobre sua recente compra da WCW e terminou com uma transmissão simultânea com Raw na TNN e Nitro na TNT, incluindo uma aparição do filho de Vince, Shane. O jovem McMahon interrompeu o regozijo de seu pai sobre a compra da WCW para explicar que Shane era o dono da WCW, estabelecendo o que se tornou o enredo da "Invasão" da WWF. Após a compra da WCW e os ataques de 11 de setembro, o programa foi renomeado como Raw em 1 de outubro de 2001, aposentando permanentemente o apelido Raw Is War em prelúdio para a próxima invasão do Afeganistão pelos Estados Unidos.
Em março de 2002, como resultado da superabundância de talentos que sobraram da história de Invasion, o WWF instituiu um processo conhecido como "extensão de marca", sob o qual Raw e SmackDown! seriam tratados como duas divisões distintas, cada uma com suas próprias listas e campeonatos. Pouco tempo depois, a WWF foi legalmente obrigada a mudar o nome da empresa para World Wrestling Entertainment.
Em 10 de março de 2005, a Viacom e a WWE decidiram não continuar com o acordo com a Spike TV, encerrando efetivamente o Raw e outros programas da WWE na rede quando o acordo expirou em setembro de 2005. Em 4 de abril de 2005, a WWE anunciou um contrato de três anos com a NBCUniversal para trazer o Raw de volta à sua antiga casa, a USA Network, com dois especiais anuais na NBC e um Raw espanhol na Telemundo. Na mesma semana do retorno do Raw para a USA Network, a Spike TV marcou o Ultimate Fighting Championship ao vivo no Ultimate Fight Night no antigo horário do Raw em uma tentativa de enfrentar o Raw.
Desde a mudança para a USA Network, o Raw foi antecipado durante o U.S. Open, que foi ao ar nos EUA, resultando na transferência do programa para o SciFi, um canal irmão dos EUA, por três anos. Desde 2016, a versão de duas horas do Raw daquela semana foi ao ar no Syfy. Em fevereiro de 2022, o Raw mudou-se temporariamente para o Syfy por dois episódios devido à cobertura dos EUA (como parte da NBC Sports) dos Jogos Olímpicos de Inverno de 2022.
No episódio do Raw de 29 de agosto de 2011, foi anunciado que os artistas do Raw e do SmackDown não eram mais exclusivos de suas respectivas marcas, dissolvendo efetivamente a extensão da marca. Em 23 de julho de 2012, o Raw exibiu seu milésimo episódio, que também iniciou seu formato permanente de três horas. Em 14 de janeiro de 2013, Raw comemorou seu 20º ano no ar. Em 25 de maio de 2016, a WWE reintroduziu a divisão da marca, e um novo set com cordas de anel vermelho, um novo palco, usado no SummerSlam. Além disso, a mesa de transmissão foi movida para a rampa de entrada semelhante a como era em 2002-2005. Em 22 de janeiro de 2018, a WWE comemorou o 25º aniversário do Raw com um show simulcast no Barclays Center no Brooklyn e na casa do primeiro Monday Night Raw, o Manhattan Center. No Raw de 19 de fevereiro, seis dias antes do Elimination Chamber, sete participantes da luta masculina Elimination Chamber, Braun Strowman, Elias, Finn Bálor, John Cena, Roman Reigns, Seth Rollins e The Miz, se envolveram em uma luta Gauntlet que começou com Reigns e Rollins. Strowman venceu a luta Gauntlet ao imobilizar The Miz no que foi a luta mais longa da história da WWE, durando quase duas horas.
De 12 de março de 2020 a 18 de agosto de 2020, a WWE anunciou que todos os seus programas ao vivo foram transmitidos do WWE Performance Center em Orlando, Flórida, sem audiência até novo aviso, começando com o episódio do dia seguinte do SmackDown devido ao COVID-19, pandemia que resultou na suspensão de muitas ligas esportivas profissionais. No episódio do Raw de 25 de maio, os trainees do NXT foram adicionados às multidões ao vivo no Performance Center. Em agosto, toda a programação foi transferida para o novo e moderno WWE ThunderDome dentro do Amway Center em Orlando. Em 21 de maio, a WWE anunciou que eles retornariam na frente dos fãs ao vivo com uma turnê de 25 cidades, portanto, a edição de 12 de julho do Raw seria o show final do WWE ThunderDome.

### Mudança para a Netflix
Em setembro de 2023, a USA Network anunciou que o SmackDown retornaria à rede em outubro de 2024, após o término de seu contrato com a Fox. Foi relatado simultaneamente que os direitos de transmissão do Raw e NXT estavam no mercado, com grande interesse por parte de redes de TV linear e plataformas digitais.
Em 23 de janeiro de 2024, o TKO Group anunciou que a Netflix adquirirá os direitos de transmissão do Raw a partir de janeiro de 2025, em um contrato de 10 anos, avaliado em 500 milhões de dólares por ano (aproximadamente o dobro do valor do atual acordo da WWE com a NBCUniversal). O acordo inicialmente cobrirá os Estados Unidos, Canadá, Reino Unido e América Latina, com outros territórios sendo adicionados no futuro. Além disso, o acordo dará à Netflix os direitos de toda a programação da WWE fora dos Estados Unidos (substituindo o WWE Network), incluindo os programas semanais, conteúdo de arquivo e eventos ao vivo. Embora o contrato da USA Network para o Raw expirasse em outubro de 2024, a WWE conseguiu uma extensão de curto prazo de seu acordo com a NBCUniversal para manter o Raw na rede até o final do ano. De 7 de outubro a 30 de dezembro, o Raw foi reduzido de três para duas horas; o repórter de wrestling Dave Meltzer afirmou que essa redução foi uma solicitação feita pela própria USA Network.
Com a mudança para o streaming, o diretor de conteúdo da WWE, Paul "Triple H" Levesque, afirmou que a duração do show na Netflix seria "flexível", não mais limitada a um tempo fixo como ocorre com programas transmitidos na televisão linear. Quando questionado sobre a duração média de cada episódio, ele respondeu: "Para mim, o tempo perfeito de um show está na faixa de duas horas e meia. Se você tivesse me perguntado anos atrás, os shows de duas horas faziam com que você começasse a assisti-los e não tivesse o espaço necessário para colocar tudo o que você queria, todas as histórias e personagens. Às vezes, isso é bom porque cria escassez e oportunidade para que mais pessoas se destaquem, mas, em outras vezes, há coisas que você quer colocar ali."

## Produção

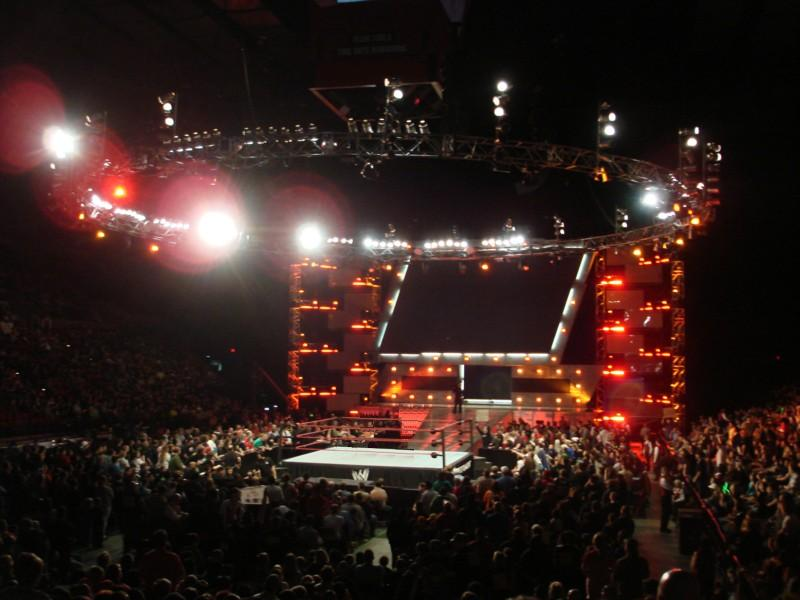
A versão USA Network do conjunto de titantron moderno Raw que foi usado de 3 de outubro de 2005 a 14 de janeiro de 2008

O conjunto original do Raw apresentava cordas vermelhas, brancas e azuis, um ring-apron azul, degraus azuis e um pequeno palco feito de tubos de néon. Desde 10 de março de 1997, as transmissões do Raw foram divididas em duas horas e receberam nomes de hora em hora para fins de classificação de televisão, com a primeira hora sendo referida como Raw Is War e a segunda como War Zone nas listagens de televisão. gráficos de tela começando com o episódio de 9 de junho de 1997. War Zone abriu com simplesmente a introdução do Raw repetida, pontuada com o logotipo da War Zone, até a transmissão de 24 de novembro de 1997, quando finalmente estreou seu próprio vídeo de abertura distinto, embora simplesmente um vídeo de abertura remixado do Raw. Em 1995, o caminho de entrada foi alterado para apresentar "Raw" em letras gigantes.
Em 1997, WWF mudou para ring-ropes vermelhos para Raw, bem como Raw Is War sendo escrito ao longo do ringue devido à sua rivalidade com a WCW. Eles também atualizaram o palco para apresentar uma parede de vídeo de tela grande de 70 pés de altura conhecida como "TitanTron", que consistia em uma tela de projeção com várias treliças de palco de metal e um projetor de vídeo. O conjunto também apresentava inicialmente cortinas de cada lado com vigas de treliça e iluminação posteriormente com o banner "WWF Attitude" nas laterais. Em 1999, a WWF adicionou o logotipo "WWF.com: 'Download This!'" na parte inferior do TitanTron e acrescentou dois lados verticais no palco.
Com Raw se mudando para TNN dos EUA começando com o episódio de 25 de setembro de 2000, o logotipo da rede TNN foi adicionado no topo do TitanTron no episódio de 11 de dezembro de 2000. Os gráficos de Chyron foram adicionados ao final do episódio de 2 de julho de 2001.
A partir de 1 de outubro de 2001, em resposta direta aos ataques de 11 de setembro, a primeira hora foi referida como Raw em vez de Raw Is War e a segunda hora mudou da War Zone para a Raw Zone pelos gráficos na tela do programa; no entanto, os locutores geralmente se referiam a todo o bloco de duas horas como Raw no ar. Raw atualizado para um novo TitanTron em forma de paralelogramo de inspiração industrial em 2002. Quando a guerra terminou, eles começaram a anunciar seu site nos ringues. Eles ocasionalmente usavam cordas pretas. Como o conjunto anterior, o logotipo da TNN foi realocado para o lado inferior do TitanTron, que foi substituído pelo logotipo da Spike TV em 11 de agosto de 2003 após o relançamento da rede. Durante a transmissão de 25 de julho de 2005 do Raw em Cleveland, Ohio, um projeto de palco especial foi construído para o concerto John Cena-Chris Jericho Battle of the Bands.
O conjunto de 2002 foi projetado pelo designer de produção Jason Robinson e é maior que o TitanTron anterior, com as dimensões de 55 pés de largura por 25 pés de altura, pesando cerca de 4.000 libras. e requer 3 telas de projetor de 18.000 watts para alimentar o TitanTron.
Em 3 de outubro de 2005, quando o Raw retornou à USA Network, o set de 2002 foi mantido, mas os feixes e a iluminação nas laterais foram modificados. O logotipo da Spike TV foi removido da parte inferior do TitanTron. Não houve mudanças no Raw além de 9 de outubro de 2006, quando revelou o novo logotipo e a introdução de abertura com "...To Be Loved" de Papa Roach como música tema e cenas da cidade de Nova York, o berço do Raw, com o final da introdução mostra o telhado do Madison Square Garden. No entanto, o logotipo e a introdução foram mantidos até 9 de novembro de 2009, mesmo com a mudança para transmissão de alta definição em 21 de janeiro de 2008, substituindo o conjunto anterior em que o "Minitron" foi destruído por Triple H quando o rosto de Vince McMahon foi mostrado.
De 16 de novembro de 2009 a 23 de julho de 2012, a música tema da marca Raw foi "Burn It to the Ground" de Nickelback. Antes disso, a música tema do Raw era "...To Be Loved" de Papa Roach, que havia sido usada desde 9 de outubro de 2006 e "Across The Nation" de The Union Underground, que foi usada de 1 de abril de 2002 a 2 de outubro de 2006. O outro rap de "Thorn In Your Eye" com Scott Ian do Anthrax foi a música tema de 31 de março de 1997 a 25 de março de 2002.
Em 17 de maio de 2012, a WWE e a USA Network anunciaram que o Raw mudaria para um formato permanente de três horas começando com o milésimo episódio em 23 de julho de 2012. Desde então, todas as três horas da transmissão são conhecidas apenas como Raw, embora ainda sejam considerados três programas separados para fins de classificação da Nielsen (conforme indicado pelo aviso de direitos autorais na tela exibido perto do final de cada hora). Em 2008, Raw foi HD estreando um novo palco. Em 2010, a WWE aposentou as cordas vermelhas do Raw depois de treze anos para um esquema todo branco, e em 2012 tornou-se padrão para toda a programação da WWE. Em 2012, Raw atualizou seu conjunto de HD.
A partir de meados de 2014, este conjunto também seria apresentado em pay-per-views. Do final de setembro até o final de outubro de 2012, a corda do meio em toda a programação da WWE foi alterada para rosa devido à aliança da WWE com a organização Susan G. Komen para o Breast Cancer Awareness Month. Isso se repetiu em 2013, do final de setembro ao início de novembro, e foi repetido em 2014 a partir de 29 de setembro. A WWE é uma das muitas organizações que fornecem contribuições financeiras, além de conseguir clientes e funcionários para apoiar a causa.
Em 18 de agosto de 2014, o Raw mudou para uma apresentação widescreen 16:9 letterbox completa, com uma versão reduzida do feed HD nativo em um feed SD 4:3. Em conjunto com isso, o Raw atualizou seu pacote gráfico, com o novo logotipo da WWE (usado pela primeira vez no lançamento da WWE Network em fevereiro) agora no canto inferior direito da tela, ao lado da palavra "Live". Além disso, o novo logotipo da WWE é visto nas capas dos turnbuckle. O logotipo da USA Network também foi movido para o canto inferior esquerdo da tela. Além disso, a música tema do Raw ("The Night") foi modificada. Em reprises na WWE Network e em transmissões atrasadas para a maioria dos mercados internacionais, o Raw é editado sem a palavra "LIVE" e a hashtag.
Em 23 de março de 2015, a WWE adicionou uma pequena placa de LED no lado esquerdo do ringue no Raw. Esta placa de LED também foi usada na WrestleMania 31. A placa de LED desde então está em uma base on/off, aparecendo em algumas semanas e não em outras. No episódio 1.000 do Raw, "The Night" de Kromestatik estreou como tema do Raw, enquanto "Energy" de Shinedown serviu como tema secundário até 18 de agosto de 2014, quando foi substituído por "Denial" de We Are Prostituta.
Na estreia da temporada de 14 de setembro de 2015 do Raw, a corda do meio era dourada. Ao longo do mês de outubro de 2015, o programa fez parceria com Susan G. Komen for the Cure para promover o Mês de Conscientização do Câncer de Mama, com vários elementos de palco sendo tornados rosa. No episódio do Raw de 16 de novembro de 2015, a WWE fez um minuto de silêncio pelas vítimas do ataque terrorista em Paris, França, em 13 de novembro de 2015. Outro momento de silêncio foi realizado meses depois, em junho, pelas vítimas do tiroteio na boate de Orlando.
Em 25 de julho de 2016, as cordas voltaram ao vermelho, a mesa de locutores voltou ao topo do palco pela primeira vez desde 2005, e um novo conjunto HD e gráficos foram lançados. O novo conjunto era quase idêntico ao conjunto usado no SummerSlam 2012 e 2013. Ele recebeu alguma negatividade depois que o recém apelidado "New Era" estava usando um conjunto mais antigo. O conjunto foi renovado apenas quatro semanas depois com um design mais elaborado e distinto. O novo conjunto apresentava a ausência de um TitanTron tradicional que era personalizado desde 1997. Em seu lugar havia um banner de LED curvo com várias fileiras de luzes LED retangulares atrás dele. O novo conjunto também introduziu painéis de piso de LED na rampa de entrada, juntamente com postes de ringue de LED. No episódio do Raw de 29 de janeiro de 2018, foram introduzidos novos gráficos e um logotipo atualizado, que durou até 23 de setembro de 2019.
Em 30 de setembro de 2019 para a estreia da temporada (e coincidindo com a estreia do SmackDown na Fox no final daquela semana), o Raw introduziu um novo conjunto (incluindo o restabelecimento de pirotecnia, que havia sido descartado em 2017 devido a problemas de orçamento), logotipo atualizado (cortado com um chevron para torná-lo semelhante ao canto de um anel), e nova música tema ("Legendary" de Skillet). Também foi revelado que ambos os shows agora terão equipes de roteiristas separadas.
Em setembro de 2021, as cordas ficariam brancas de vermelhas permanentemente, o que também se aplicaria ao SmackDown. Ou seja, toda a programação da WWE, exceto o NXT UK, usa cordas brancas mais uma vez, assim como dezembro de 2012 a julho de 2016.
Em 22 de novembro de 2021, uma versão atualizada do logotipo de 2019 foi introduzida, juntamente com novos gráficos e música tema.
Em fevereiro de 2022, Raw e NXT se mudaram temporariamente para Syfy nos Estados Unidos, devido à cobertura de transmissão da USA Network dos Jogos Olímpicos de Inverno de 2022.
De acordo com Eric Bischoff no episódio de WWE Confidential, o show utiliza 13 câmeras ao custo de $ 85.000.

### Músicas-tema
| Song title               | Written and/or performed by | Dates used                                             | Ref                  |
| ------------------------ | --------------------------- | ------------------------------------------------------ | -------------------- |
| "Monday Night Raw"       | Jim Johnston                | 11 de janeiro de 1993 - 3 de março de 1997             | [ 42 ] [ 43 ]        |
| "Raw"                    | Jim Johnston                | 1993–1995                                              | [ 42 ] [ 44 ]        |
| "The Beautiful People"   | Marilyn Manson              | 10 de março de 1997 - 24 de março de 1997              | [ 42 ] [ 45 ]        |
| "Thorn in Your Eye"      | WWE Superstars & Slam Jam   | 31 de março de 1997 - 25 de março de 2002              | [ 42 ] [ 46 ]        |
| "We're All Together Now" | WWE Superstars & Slam Jam   | 31 de março de 1997 - 25 de março de 2002              | [ 42 ] [ 47 ] [ 48 ] |
| "Across the Nation"      | The Union Underground       | 1 de abril de 2002 - 2 de outubro de 2006              | [ 42 ] [ 49 ]        |
| "...To Be Loved"         | Papa Roach                  | 9 de outubro de 2006 - 9 de novembro de 2009           | [ 42 ] [ 50 ]        |
| "Burn It to the Ground"  | Nickelback                  | 16 de novembro de 2009 – 16 de julho de 2012           | [ 42 ] [ 51 ] [ 52 ] |
| "Tonight Is the Night"   | Outasight                   | 23 de julho de 2012 (usado apenas para Raw 1000)       | [ 42 ] [ 53 ] [ 54 ] |
| "The Night"              | CFO$                        | 23 de julho de 2012 – 11 de agosto de 2014             | [ 42 ] [ 55 ] [ 56 ] |
| "The Night"1             | CFO$                        | 18 de agosto de 2014 – 18 de julho de 2016             | [ 42 ] [ 57 ]        |
| "Enemies"                | Shinedown                   | 25 de julho de 2016 – 22 de janeiro de 2018            | [ 42 ] [ 58 ]        |
| "Born for Greatness"     | Papa Roach                  | 29 de janeiro de 2018 – 23 de setembro de 2019         | [ 59 ]               |
| "Legendary"              | Skillet                     | 30 de setembro de 2019 – 12 de outubro de 2020         | [ 60 ]               |
| "The Search"             | NF                          | 19 de outubro de 2020 - 15 de novembro de 2021         | [ 30 ]               |
| "Greatness"              | Vo Williams                 | 22 de novembro de 2021 – 13 de novembro de 2023        | [ 30 ]               |
| "I'm Good (Blue)"        | David Guetta & Bebe Rexha   | 23 de janeiro de 2023 (usado apenas para o Raw is XXX) | [ 61 ]               |
| "Born to Be"             | def rebel                   | 20 de novembro de 2023 – 30 de dezembro de 2024        | [ 62 ]               |
| "4x4"2                   | Travis Scott                | 6 de janeiro de 2025 – presente                        | [ 63 ] [ 64 ]        |

Notas
1. ↑  Uma versão remixada foi lançada em 18 de agosto de 2014.
2. ↑  Títulos de músicas em negrito denotam que a música está sendo usada como tema do programa.

## Ações judiciais relacionadas ao nome
O nome do Raw foi contestado em junho de 2009, quando a Muscle Flex Inc., uma empresa de fitness com sede em Los Angeles, entrou com uma ação legal contra a WWE depois que um tribunal decidiu que algumas das marcas registradas da WWE relacionadas ao Raw eram semelhantes o suficiente ao In the Raw. marca registrada que causaram confusão entre os canadenses. Em 18 de junho de 2008, o Escritório de Propriedade Intelectual do Canadá emitiu uma decisão final que considerou que certos produtos listados no pedido de marca registrada da WWE (nº 1.153.018) eram confusamente semelhantes e, portanto, não distintivos da marca Muscle Flex, na qual Muscle Flex está em o processo de aquisição. A WWE recorreu da decisão do CIPO ao Tribunal Federal do Canadá, mas não apresentou os documentos necessários dentro do prazo.

## Episódios especiais
Ao longo de sua história, o Raw exibiu episódios com diferentes temas. Alguns deles são eventos anuais como os Slammy Awards. Outros incluem tributos para vários lutadores que morreram ou se aposentaram, bem como episódios que comemoram vários marcos ou aniversários de exibição.

## Personalidades
O show apresenta várias personalidades no ar, incluindo os próprios lutadores, anunciadores de ringue, comentaristas e figuras de autoridade. O Raw também teve vários segmentos recorrentes realizados por membros do plantel.

### Campeões
Estatísticas em 10 de abril de 2025.

## Transmissão
O show é transmitido ao vivo na USA Network. Raw também é transmitido as quartas-feiras em espanhol no Universo. Ocasionalmente, o Raw é gravado e exibido mais tarde no mesmo dia quando a WWE está em uma turnê no exterior. O Raw também é exibido ao vivo na Sky Sports e Sky Sports Arena no Reino Unido e na Irlanda. No Canadá, o show atualmente é transmitido ao vivo no Sportsnet 360. O programa também é transmitido na Índia às 5h30 às terças-feiras na Sony Ten 1.
Desde o dia 6 de outubro de 2014, o Raw é exibido em toda a América Latina na Fox Sports. O show também é transmitido ao vivo na Supersport na África do Sul às terças às 02:00. O Raw era exibido na Austrália no Fox8 desde 2003, geralmente 27 horas depois da transmissão ao vivo, mas começou a ser transmitido ao vivo a partir de 4 de fevereiro de 2014. A Syfy nos Estados Unidos começou a exibir uma repetição de 2 horas do Raw em 20 de maio de 2016. Para a audiência do país, o Raw passou por uma extensão de contrato de vários anos na USA Network, que atualmente está em um período de 10 anos; o acordo atual vai até janeiro de 2023. No Brasil,o programa é exibido nas segundas-feiras Ao vivo no canal de assinatura Fox Sports Brasil e tambem sendo transmitido somente no Fox Sports 2.

### Transmissão online
Em 24 de setembro de 2012, a Hulu Plus assinou um acordo plurianual com a WWE para transmitir todos os programas da empresa e algumas de suas web-séries, incluindo o Raw. Episódios do show estão disponíveis para visualização no dia seguinte e apenas uma versão condensada de 90 minutos está disponível.
A partir de 9 de dezembro de 2016, todos os episódios do Raw estão disponíveis sob demanda na WWE Network. Os episódios recentes estão disponíveis para exibição sob demanda 30 dias após a data original de transmissão.
Após o WrestleMania 32 em 2016, a WWE começou a exibir os mais novos episódios do Raw e SmackDown no YouTube para países que não possuem programação da WWE na TV tradicional gratuitamente em menos de 24 horas após a transmissão original (os links são bloqueados em países onde os shows estão tradicionalmente disponíveis). A versão Hulu Plus de 90 minutos é colocada no YouTube para o público internacional.

### Transmissões internacionais
| País                                                 | Emissora                         | Ref.                          |
| Oriente Médio                                        | Oriente Médio                    | Oriente Médio                 |
| ---------------------------------------------------- | -------------------------------- | ----------------------------- |
| Oriente Médio                                        | OSN Sports e MBC Action          | [ 77 ] [ 78 ] [ 79 ]          |
| Irã                                                  | FM1                              | [ 80 ] [ 81 ]                 |
| Israel                                               | Sport 1 HD                       | [ 82 ] [ 83 ]                 |
| Turquia                                              | D-Smart                          | [ 84 ]                        |
| Europa                                               |                                  |                               |
| Bélgica                                              | AB3                              | [ 85 ] [ 86 ]                 |
| República Checa                                      | Nova Sport                       | [ 87 ]                        |
| França                                               | AB1                              | [ 88 ] [ 89 ]                 |
| Alemanha, Áustria, Suíça, Luxemburgo e Liechtenstein | ProSieben MAXX e ProSieben Fun   | [ 90 ]                        |
| Grécia                                               | Nova Sports 3                    | [ 91 ]                        |
| Itália                                               | Sky Sport 2 e Cielo TV           | [ 92 ] [ 93 ]                 |
| Polônia                                              | Extreme Sports Channel           | [ 94 ] [ 95 ]                 |
| Portugal                                             | SIC Radical e SIC K              | [ 96 ]                        |
| Romênia                                              | Sport.ro                         | [ 97 ]                        |
| Sérvia                                               | Prva Srpska Televizija           | [ 98 ]                        |
| Espanha                                              | Neox                             | [ 99 ] [ 100 ]                |
| Bulgária                                             | Diema Sport                      | [ 101 ]                       |
| Bósnia e Herzegovina                                 | Televizija OBN                   | [ 102 ]                       |
| Lituânia                                             | BTV                              | [ 103 ]                       |
| Ásia e Pacífico                                      |                                  |                               |
| Nepal                                                | Sony Ten 1                       | [ 81 ] [ 81 ] [ 104 ] [ 105 ] |
| Indonésia                                            | MNC Sports 2                     | [ 106 ]                       |
| Índia, Paquistão e Sri Lanka                         | Sony Ten 1                       | [ 81 ] [ 107 ] [ 108 ]        |
| Filipinas                                            | Fox Sports]                      | [ 109 ]                       |
| Singapura                                            | SuperSport 2 HD                  | [ 110 ]                       |
| Tailândia                                            | TrueVisions                      |                               |
| Rússia                                               | 2×2                              | [ 111 ]                       |
| Austrália                                            | Fox8 e 9Go!                      | [ 112 ] [ 113 ]               |
| Japão                                                | J Sports 4                       | [ 114 ]                       |
| Nova Zelândia                                        | Sky 5, Maori Television e Te Reo | [ 115 ] [ 116 ]               |
| China e Taiwan                                       | Videoland Television Network     | [ 117 ] [ 118 ]               |
| Hong Kong                                            | ViuTVsix                         |                               |
| América Latina                                       |                                  |                               |
| América Latina                                       | Fox Sports                       | [ 72 ] [ 119 ] [ 120 ]        |
| Brasil                                               | Fox Sports 2                     | [ 121 ]                       |
| Chile                                                | La Red                           | [ 122 ] [ 123 ]               |
| Bolívia                                              | Unitel                           | [ 124 ]                       |
| Colômbia                                             | Canal Uno                        | [ 122 ] [ 125 ]               |
| Equador                                              | Teleamazonas                     | [ 126 ]                       |
| Peru                                                 | Andina de Televisión             | [ 127 ] [ 128 ]               |
| Costa Rica                                           | Repretel: Canal 11               |                               |
| El Salvador                                          | Canal VTV                        | [ 72 ] [ 129 ]                |
| Honduras                                             | Canal 5                          | [ 72 ] [ 130 ]                |
| Panamá                                               | RPC Canal 4                      | [ 72 ] [ 131 ] [ 132 ]        |
| África                                               |                                  |                               |
| África do Sul                                        | SuperSport                       | [ 133 ] [ 134 ]               |